# Delavalia ornamentalia
Delavalia ornamentalia is een eenoogkreeftjessoort uit de familie van de Miraciidae. De wetenschappelijke naam van de soort is voor het eerst geldig gepubliceerd in 1965 door Shen & Tai.